# Sakskada
Sakskador är reella skador på lösa föremål och fast egendom. Skadan behöver inte innebära en total förstörelse av föremålet eller egendomen utan kan bestå i smärre kosmetiska förändringar som egentligen inte försämrat användbarheten exempelvis fläckar på kläder. Stöld torde alltid innebära sakskada eftersom ägaren blivit utan möjlighet att bruka sin egendom även om det endast gäller en begränsad tid. Sakskada kan alltså utgöras av en mängd olika förhållanden.
Sak- och personskada är de två huvudsakliga begreppen i den utomobligatoriska skadeståndsrätten.  I juridiskteknisk mening finns ett antal krav för att skadeståndsrättsligt ansvar ska inträda av både objektiv och subjektiv karaktär till vilka hör kravet på ex. vållande och att skadan ska ha drabbat annat än skadevållarens egendom.